# Sabrina Maneca-Voinea
Sabrina Maneca-Voinea (Constanza, 2007) es una deportista rumana que compite en gimnasia artística. Ganó tres medallas en el Campeonato Europeo de Gimnasia Artística, en los años 2023 y 2024.

## Palmarés internacional
| Campeonato Europeo | Campeonato Europeo | Campeonato Europeo | Campeonato Europeo |
| Año                | Lugar              | Medalla            | Prueba             |
| ------------------ | ------------------ | ------------------ | ------------------ |
| 2023               | Antalya (Turquía)  | Medalla de bronce  | Suelo              |
| 2024               | Rímini (Italia)    | Medalla de plata   | Barra              |
| 2024               | Rímini (Italia)    | Medalla de plata   | Suelo              |